# نظرية الحاجة

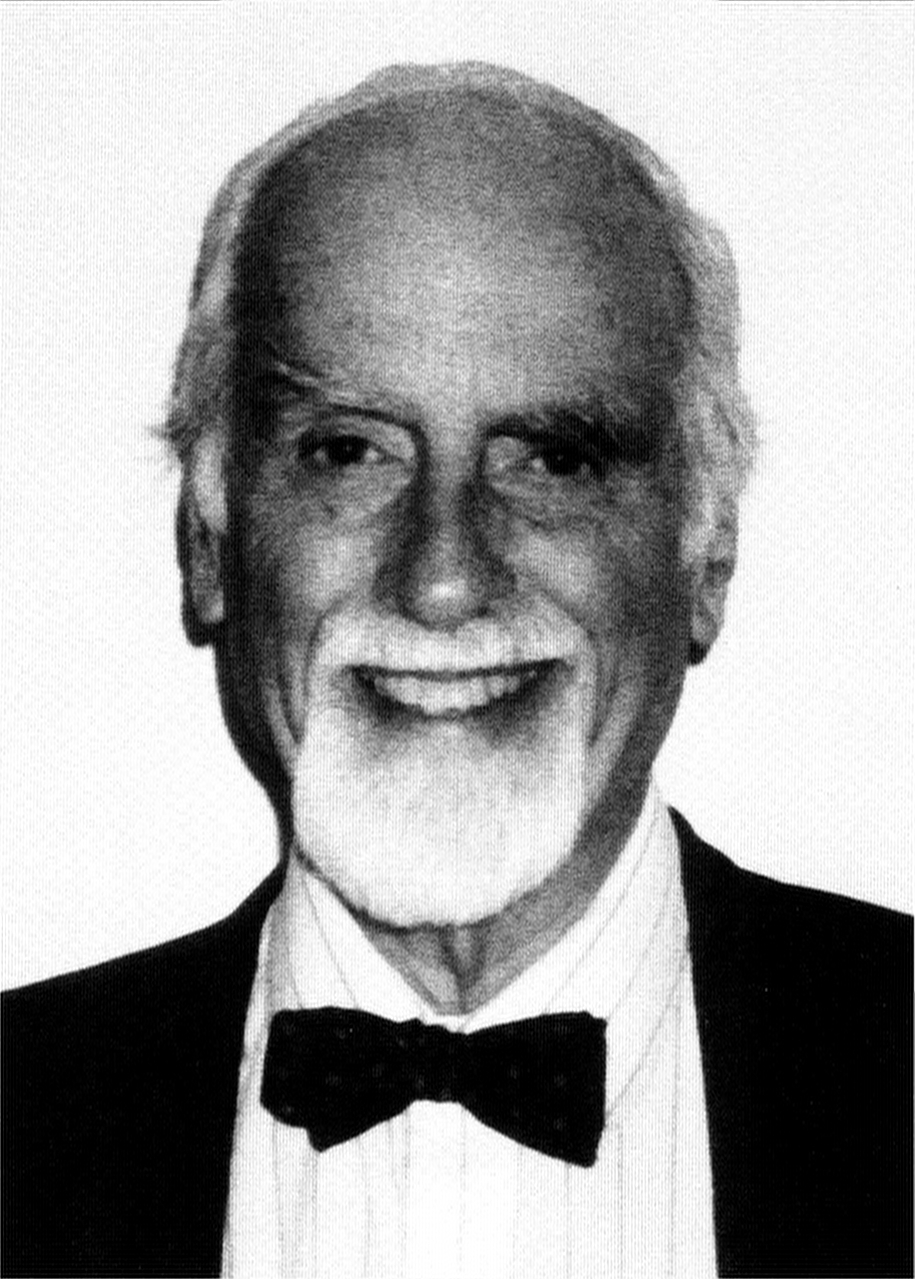

نظرية الحاجة (بالإنجليزية: Need theory)‏، والمعروفة أيضًا باسم نظرية الاحتياجات الثلاثة (بالإنجليزية: Three Needs Theory)‏، التي اقترحها عالم النفس ديفيد ماكليلاند، هي نموذج تحفيزي يحاول شرح كيفية تأثير احتياجات الإنجاز والقوة والانتماء على تصرفات الأشخاص من سياق إداري. تم تطوير هذا النموذج في الستينيات؛ بعد عقدين من اقتراح ماسلو للتسلسل الهرمي للاحتياجات لأول مرة في أوائل الأربعينيات. صرح ماكليلاند بأن لدينا جميعًا هذه الأنواع الثلاثة من الدوافع بغض النظر عن العمر أو الجنس أو العرق أو الثقافة. نوع الدافع الذي يدفع كل فرد مستمد من خبراتهم الحياتية وآراء ثقافتهم. غالبًا ما يتم تدريس نظرية الحاجة هذه في فصول تتعلق بالإدارة أو السلوك التنظيمي.

## الحاجة إلى الإنجاز
إنهم يفضلون العمل في مهام متوسطة الصعوبة، ويفضلون العمل الذي تستند النتائج فيه إلى جهودهم بدلاً من أي شيء آخر، ويفضلون تلقي التعليقات على عملهم. يميل الأفراد القائمون على الإنجاز إلى تجنب كلا المواقف عالية الخطورة أو منخفضة المخاطر. يُنظر إلى المواقف منخفضة المخاطر على أنها سهلة للغاية بحيث لا يمكن أن تكون صالحة، ويُنظر إلى المواقف عالية المخاطر على أنها تستند إلى حظ الموقف بدلاً من الإنجازات التي حققها الفرد. يتم تحفيز هذا النوع من الشخصية من خلال الإنجاز في مكان العمل والتسلسل الهرمي للتوظيف في المناصب القابلة للترقية.

## الحاجة إلى الانتماء
يفضل الأشخاص الذين يحتاجون إلى الانتماء قضاء الوقت في تكوين العلاقات الاجتماعية والحفاظ عليها، والاستمتاع بكونهم جزءًا من مجموعة، ولديهم الرغبة في الشعور بالحب والقبول. يميل الأشخاص في هذه المجموعة إلى الالتزام بمعايير الثقافة في مكان العمل هذا وعادةً لا يغيرون معايير مكان العمل خوفًا من الرفض. يفضل هذا الشخص التعاون على المنافسة ولا يحب المواقف ذات المخاطر العالية أو عدم اليقين الشديد. يعمل الأشخاص الذين يحتاجون إلى الانتماء جيدًا في مساحات مبنية على التفاعلات الاجتماعية مثل خدمة العملاء أو مناصب التفاعل مع العميل.

## الحاجة إلى للسلطة
يستمتع الأشخاص في هذه الفئة بالعمل ويقدرون الانضباط بدرجة عالية. الجانب السلبي لهذا النوع التحفيزي هو أن أهداف المجموعة يمكن أن تصبح صفرية بطبيعتها، أي لأن يفوز شخص ما، يجب أن يخسر آخر. ومع ذلك، يمكن تطبيق هذا بشكل إيجابي للمساعدة في تحقيق أهداف المجموعة ومساعدة الآخرين في المجموعة على الشعور بالكفاءة تجاه عملهم. يتمتع الشخص الذي تحركه هذه الحاجة بالاعتراف بالمكانة والفوز بالحجج والمنافسة والتأثير على الآخرين. مع هذا النوع التحفيزي تأتي الحاجة إلى المكانة الشخصية، والحاجة المستمرة إلى وضع شخصي أفضل.

## التأثير
أظهر بحث ماكليلاند أن 86٪ يسيطرون على واحد أو اثنين أو ثلاثة من هذه الأنواع الثلاثة من التحفيز. وجد بحثه اللاحق، الذي نُشر في مقالة في هارفرد بيزنيس ريفيو (بالإنجليزية: Harvard Business Review)‏ عام 1977 بعنوان "القوة هي الدافع العظيم"، أن أولئك الذين يشغلون مناصب إدارية عليا لديهم حاجة عالية للسلطة وحاجة منخفضة للانتماء. وجد بحثه أيضًا أن الأشخاص الذين لديهم حاجة ماسة للإنجاز سيفعلون بشكل أفضل عندما يُعطون مشاريع يمكنهم فيها النجاح من خلال جهودهم الخاصة. على الرغم من أن الأفراد الذين لديهم حاجة قوية للإنجاز يمكن أن يكونوا مديرين ناجحين من المستوى الأدنى، إلا أنهم عادة ما يتم استبعادهم قبل الوصول إلى مناصب الإدارة العليا. ووجد أيضًا أن الأشخاص الذين لديهم حاجة ماسة للانتماء قد لا يكونوا مديرين جيدين ولكنهم أكثر سعادة بشكل عام، ويمكن أن يكونوا ناجحين للغاية في أدوار غير قيادية مثل الخدمة الخارجية.